# Banco Central de Catar
El Banco Central de Catar (en árabe: مصرف قطر المركزي) es la institución estatal responsable de la gestión y política monetaria, además de la regulación bancaria en Catar.
El Banco Central de Catar fue originalmente establecida bajo el epónimo de Caja de Conversión de Catar-Dubái y posteriormente pasa a denominarse como Agencia Monetaria de Catar, esta última establecida el 13 de mayo de 1973, después de que el Emirato de Dubái se integrara a la nueva federación de los Emiratos Árabes Unidos. Luego del proceso de independencia catarí, el país se desprendió de la política monetaria británica.
Para 1993 la antigua entidad económica denominada como Agencia Monetaria de Catar se convirtió en el actual Banco Central de Catar.
Durante su historia, esta entidad ha trabajado cada vez más en asociación con otros bancos centrales con la finalidad de lograr una estabilidad del riyal catarí, siendo la Autoridad Monetaria de Singapur con las que más cooperación tiene.

## Historia

### Dominio británico
Durante de década de 1960, la libra esterlina era la moneda se encontraba en circulación en lo que hoy es Catar, adicionalmente también se encontraban en circulación las rupias india y la del golfo. Cuando la India devaluó la rupia (incluyendo la rupia del Golfo) en aproximadamente un 35 %, los emiratos de Catar y Dubái (la cual este último tenía una política monetaria similar) decidieron sustituir dichas monedas por el riyal saudí como una medida provisional hasta que se consolidara la emisión de una nueva moneda. Para el 21 de marzo de 1966, Catar y Dubái firmaron un acuerdo sobre política monetaria para configurar la Caja de Conversión de Catar-Dubái. La nueva junta directiva de dicha entidad emitió el 18 de septiembre de 1966 la primera moneda nacional, conocido como el riyal de Catar-Dubái (RCD o RQD). Aunque la libra esterlina siguió proporcionando cobertura a la nueva moneda.

### Fin del dominio británico
El 3 de septiembre de 1971 la península catarí obtiene la independencia, y casi tres meses después (el 2 de diciembre), Dubái también logra su emancipación para luego de manera instantánea formar parte de la nueva federación de emiratos denominada como los Emiratos Árabes Unidos. 
En vista de los acontecimientos políticos, Catar decide el 6 de mayo de 1973 abandonar la Caja de Conversión Catar-Dubái. El 13 de mayo del mismo año, es emitida la Ley n.º 7 (de 1973) mediante el cual se formaliza el establecimiento de la Agencia Monetaria de Catar (AMC) con la finalidad de que asuma los deberes de un banco central. Para ese mismo año es emitido el Decreto-n.º 24 mediante el cual se ordena la retirada del RCD (riyal Catar Dubái), con la finalidad de que esta fuese sustituida por el riyal catarí (RC, RQ o QR), con el mismo valor nominal frente al oro como era el caso del antiguo RCD.
Durante la segunda mitad de los años setenta, la AMC revaluó continuamente la moneda frente al dólar estadounidense, esto con la finalidad de estabilizar su valor frente a las otras principales divisas de los socios comerciales que poseía Catar y para aliviar las presiones de la inflación importada. En el período de marzo de 1976 a junio de 1980, el riyal catarí se revaluó doce veces frente al dólar. En aspectos generales, la moneda se revaluó frente al dólar aproximadamente un 8,5 %, compensando el 13,4 % de depreciación en el valor de este último contra el DEG cuando el dólar comenzó su tendencia al alza (en julio de 1980). Esto motivó un impacto inmediato que trajo la apreciación del riyal junto con la apreciación del Dólar y frente a las principales monedas de los socios comerciales de Catar, en particular los países de Europa. 
El 5 de agosto de 1993 desaparece la Agencia Monetaria de Catar para ser sustituida por el actual Banco Central de Catar (BCC o QCB, por sus siglas en inglés). La nueva entidad hereda la estrategia monetaria del antiguo AMC sobre de la orientación del tipo de cambio.

## Composición

### Junta directiva
A continuación los integrantes actuales de la Junta Directiva del Banco Central de Catar, que esta a su vez ejerce influencia directa sobre el Consejo de Administración de dicha entidad:
- Abdulla Bin Saoud Al-Thani: Gobernador y Presidente del Consejo de Administración.
- Fahad Faisal Al-Thani: Vicegobernador y Vicepresidente del Consejo de Administración.
- Ahmad Khalaf Almanai: Representante del Ministerio de Hacienda.
- Rashid Al-Khater: Representante del Ministerio de Economía y Comercio.
- Saleh M. Al-Nabit: Miembro.
- Ibrahim Al-Ibrahim: Miembro.
- Nasser Ahmed Al-Shaibi: Miembro.

## Organización

### Consejo de administración
La actual estructura organizativa del Banco Central de Catar es regida por la Junta Directiva, que a su cargo se encuentra el Gobernador y la Contraloría General de la entidad. Del Gobernador dependen cinco despachos u oficinas más el Vicegobernador, finalmente de este último dependen otros ocho despachos u oficinas:

#### Junta directiva
- Contraloría General.
- Gobernador y Presidente del Consejo de Administración.
  - Oficina Ejecutiva.
  - Oficina de Supervisión y Control de Seguros.
  - Oficina de Gestión de Riesgos.
  - Oficina de Estabilidad Financiera y Estadística.
  - Buró de Créditos de Catar.
  - Vicegobernador y Vicepresidente del Consejo de Administración.
    - Oficina de Asesoría Legal.
    - Oficina de Asuntos Administrativos y Financieros.
    - Oficina de Supervisión y Control.
    - Oficina de Asuntos Bancario y Deuda Pública.
    - Oficina para la investigación de la Política Monetaria.
    - Oficina de Inversiones.
    - Sistema Bancario de Liquidación y Pagos.
    - Servicio Bancario para la Protección de los Clientes.